# Cẩm Xuyên (thị trấn)
Cẩm Xuyên là thị trấn huyện lỵ của huyện Cẩm Xuyên, tỉnh Hà Tĩnh, Việt Nam.

## Địa lý
Thị trấn Cẩm Xuyên nằm ở phía bắc huyện Cẩm Xuyên, có vị trí địa lý:
- Phía đông giáp xã Nam Phúc Thăng
- Phía tây giáp xã Cẩm Quang
- Phía nam giáp xã Cẩm Quan và xã Cẩm Hưng
- Phía bắc giáp xã Yên Hòa.

Thị trấn Cẩm Xuyên có diện tích 15,53 km², dân số năm 2018 là 12.857 người, mật độ dân số đạt 828 người/km².

## Lịch sử
Ngày 17 tháng 5 năm 1986, thành lập thị trấn Cẩm Xuyên trên cơ sở 91,5 ha diện tích tự nhiên với 130 người của xã Cẩm Tiến; 52 ha diện tích tự nhiên với 130 người của xã Cẩm Quan và 3.783 người là cán bộ, công nhân viên Nhà nước.
Sau khi thành lập, thị trấn Cẩm Xuyên có 143,5 ha diện tích tự nhiên và 4.393 người.
Ngày 19 tháng 11 năm 1997, sáp nhập toàn bộ diện tích và dân số của xã Cẩm Tiến vào thị trấn Cẩm Xuyên.
Sau khi điều chỉnh địa giới hành chính, thị trấn Cẩm Xuyên có 660,95 ha diện tích tự nhiên và 8.494 người.
Ngày 13 tháng 12 năm 2018, HĐND tỉnh Hà Tĩnh ban hành Nghị quyết số 126/NQ-HĐND về việc:
- Sáp nhập tổ dân phố 7 vào tổ dân phố 8.
- Sáp nhập tổ dân phố 11 vào tổ dân phố 10.

Đến năm 2018, thị trấn Cẩm Xuyên có diện tích 6,63 km², dân số là 8.939 người, mật độ dân số đạt 1.348 người/km². Xã Cẩm Huy có diện tích 8,90 km², dân số là 3.418 người, mật độ dân số đạt 440 người/km².
Ngày 21 tháng 11 năm 2019, Ủy ban Thường vụ Quốc hội ban hành Nghị quyết số 819/NQ-UBTVQH14 về việc sắp xếp các đơn vị hành chính cấp xã thuộc tỉnh Hà Tĩnh (nghị quyết có hiệu lực từ ngày 1 tháng 1 năm 2020). Theo đó, sáp nhập toàn bộ diện tích và dân số của xã Cẩm Huy vào thị trấn Cẩm Xuyên.
Ngày 16 tháng 12 năm 2021, HĐND tỉnh Hà Tĩnh ban hành Nghị quyết số 58/NQ-HĐND về việc:
- Sáp nhập tổ dân phố 2A vào tổ dân phố 1.
- Sáp nhập tổ dân phố 4A vào tổ dân phố 3.
- Sáp nhập tổ dân phố 6A vào tổ dân phố 7.

Ngày 18 tháng 7 năm 2024, HĐND tỉnh Hà Tĩnh ban hành Nghị quyết số 188/NQ-HĐND về việc sáp nhập tổ dân phố 2 vào tổ dân phố 4.